# مدرسة المعداد

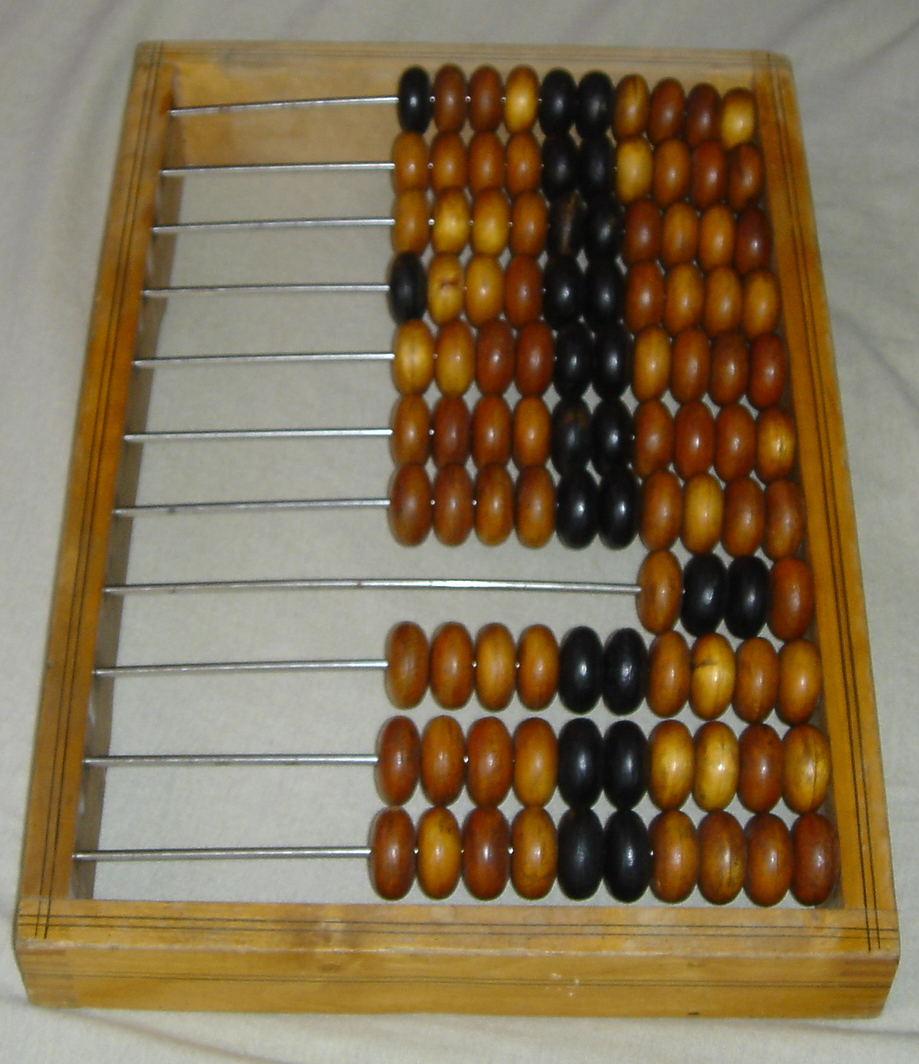

المعداد (Abacus) لفظ يشير إلى عمليات الحساب، خاصة مادة الحسابات المباشرة باستخدام الأعداد الهندية دون الاستعانة بـ المعداد (وهو أداة للحساب).
مدرسة المعداد هو مصطلح يطلق على أية مدرسة إيطالية أو تعليمية بعد القرن الثالث عشر، والتي وضع منهجها الموجه للتجارة تأكيدًا خاصًا على الرياضيات مثل، الجبر من بين مواد أخرى. ظهرت هذه المدارس بعد إصدار مؤلف فيبوناتشي (Fibonacci)’s كتاب المعداد وتقديمه نظام العد الهندي العربي. كان يرى فيبوناتشي أن هذا النظام الذي نشأ في الهند منذ تقريبًا 400 سنة قبل الميلاد ثم تبناه العرب بعد ذلك، أيسر وأكثر عملية من استخدام طريقة العد الرومانية الحالية. وسرعان ما تبنى الباعة والتجار الإيطاليون هذا الهيكل كوسيلة لإجراء العمليات الحسابية بدلاً من المحاسبين والموظفين وما إلى ذلك، ومن هنا بدأ بناء مدارس المعداد للتلاميذ. جرى إنشاء هذه المدارس بمختلف الطرق:الكوميونات التي قد تروق للرعاة لدعم المؤسسات والعثور على مدرسين؛ ويمكن أن تمول المؤسسات الدينية هذا المنهج وتشرف عليه؛ ويمكن أيضًا أن يدرس للطلاب مدرسون مستقلون. معظم المدرسين علموا التلاميذ الذين لديهم القدرة المادية على الدفع إذ كانت تلك المهنة هي مصدر الدخل الوحيد لهم، ما لم يقع عليهم الاختيار لوظائف التدريس مدفوعة الرواتب.

## الأهمية
تتمثل أهمية مدارس المعداد في سببين رئيسيين:
أولاً، نظرًا لارتباط الرياضيات بمهن عديدة، من ضمنها التجارة, فقد كانت هناك حاجة ماسة لإيجاد حل لنظام العد الروماني القديم الذي ينتج عنه أخطاء كثيرة جدًا. فكان عدد الحروف الرومانية التي يحتاجها التاجر لتسجيل تنفيذ المعاملات المالية مقابل الأعداد الهندية جعل من التحويل أمرًا عمليًا. عرف التجاريون هذا النظام الجديد لأول مرة على يد ليوناردو فيبوناتشي (Leonardo Fibonacci) الذي انحدر من عائلة تمارس العمل التجاري ودرس الرياضيات العربية. وبعدما اقتنعوا باستخدامه، بنيت المدارس المعدادية وسيطر عليها التجار الأثرياء، إلا بعض الاستثناءات. وقتها أصبح من الممكن تعليم الأبناء وتدريبهم على يد أفضل وألمع المدرسين على أن يديروا أعمال أسرهم التجارية بينما حصل الفقير المحظوظ على وصول أكبر لمختلف المهن. وكان للأخلاقيات دور في تحديد من يحضر المدرسة من العوام.
ثانيًا، كانت الحاجة إلى تعلم القراءة والكتابة وبعض مبادئ الرياضيات كمتطلبات للوظائف العامة تعني رفع مستويات القراءة والكتابة إلى جانب عدد الطلاب العاديين الذين يحضرون إلى المؤسسات أو يتعلمون في البيوت. البحارة على سبيل المثال، الذين رغبوا في تسلق السلم الاجتماعي كان عليهم تعلم مهارات القراءة والكتابة والحساب وإضافتها في السيرة الذاتية. كان مدرسو المعداد ذوو الطموح هم أنفسهم بحاجة إلى دراسة المعداد على نحو ابتدائي أو ثانوي حتى يتمكنوا من تعليم الآخرين.

## نظام المدرسة
اختلف نظام مدارس المعداد الإيطالية كثيرًا في بنائها عن مناهجها وذلك في العصور الوسطى. على سبيل المثال، كان يجري إعداد المؤسسات والمعلمين المعينين بعدة طرق، إما تحت رعاية كميونات أو تمويلات شخصية من المدرسين المستقلين. كان بعض مدرسي المعداد يعلمون الطلاب تعليمًا خاصًا في منازلهم. رغم ذلك، اتفق جميع المدرسين بموجب عقود تنص عادة على أنه يمكنهم استكمال الراتب بمصروفات التدريس أو نسب أخرى. فضلاً عن ذلك كانت مناهج مدرسي المعداد مناهجَ عالمية إذ كانت الدروس توجه إلى حل المشكلات التجارية. ولكن ظل هناك فرق بين مدارس الرياضيات الابتدائية والثانوية التي يجب ألا تختلط بالمواد الرياضية لمستوى الجامعة.